# Gris de Payne

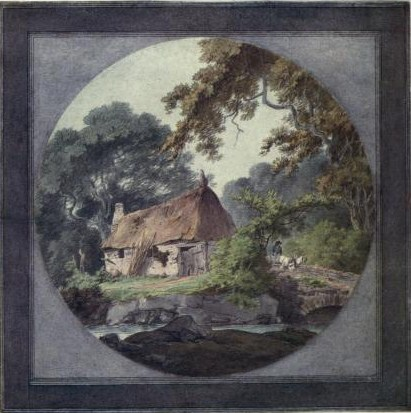
Choza cerca de Yalmton, Devon, acuarela de William Payne

Gris de Payne es la denominación de un color azul grisáceo utilizado en pintura artística. Corresponde a las denominaciones de color Payne's gray y Payne's grey en idioma inglés, donde la primera alude solamente al azul grisáceo, mientras que la segunda denota esa coloración y también el azul grisáceo oscuro. Debajo se dan muestras de estas dos variantes.
|            | Payne's gray       | Payne's grey (oscuro) |
| HTML       | #536878            | #36454F               |
| RGB        | (83, 104, 120)     | (54, 69, 79)          |
| HSV        | (206°, 31 %, 47 %) | (204°, 32 %, 31 %)    |
| Referencia | [ 2 ]              | [ 2 ]                 |

## Historia y composición
El gris de Payne es una mezcla de pigmentos originariamente creada y utilizada por el acuarelista inglés William Payne (1760–1830); en un principio se trataba de una mezcla de índigo, tierra de Siena natural y rojo. Actualmente sigue consistiendo en una mezcla, generalmente compuesta por negro de marfil con un poco de azul y de blanco, y suele comercializarse en forma de acuarela. El pigmento azul utilizado, según la fuente consultada, puede ser azul ultramar sintético, azul de Prusia o azul de ftalocianina.
También es posible obtener gris de Payne mediante la mezcla de azul ultramar, negro y ocre.